# 서수원도서관
서수원도서관은 경기도 수원시 권선구 탑동 소재의 시립 도서관이다.

## 연혁
- 2006년 3월 8일 개관.

## 시설현황
- 3층: 제1열람실, 제2열람실
- 2층: 종합자료실, 디지털자료실
- 1층: 강당, 강의실, 보존서고
- 지하1층: 어린이실

## 이용 안내
이용 시간
- 종합자료실, 디지털자료실: 평일 09:00~22:00 / 토·일요일 09:00~17:00
- 어린이자료실: 평일 09:00~18:00 / 토·일요일 09:00~17:00
- 일반열람실: 매일 07:00∼23:00

휴관일
- 매월 둘째, 넷째 월요일(2014년 7월 1일부터 매주 월요일 휴관)
- 국가지정 공휴일